# 夢幻館
『夢幻館』（むげんかん）は、かつて朝日ソノラマおよび朝日新聞出版が発行していた日本の季刊漫画雑誌。2004年4月22日創刊、2009年4月23日休刊。1、4、7、10月の23日に発売され、通巻21号が発行された。編集部は異なるものの、創刊から休刊まで『ネムキ』の増刊として発行されていた。

## 概要
編集を1998年に休刊した宙出版発行の『アップルミステリー』の編集を行なった編集プロダクションの夢時館が行なっているため、秋乃茉莉・高城可奈・池田さとみ・TEAM猫十字社・竹本泉など主な執筆者の掲載作品を、ほぼ引き継いでいる。
創刊時は朝日ソノラマの発行であったが、同社が2007年9月末をもって会社清算手続きに入ったため、Vol.15より朝日新聞社出版本部を経て2008年4月より分社された朝日新聞出版の発行となった。
2009年4月23日発売のVol.21をもって雑誌形態での発行を休止し、一部の作品は朝日新聞出版のウェブサイト上にて配信されると発表した後、同年8月20日よりYahoo!コミックにてウェブコミック誌『ホラー&ファンタジー倶楽部』（ホラー&ファンタジーくらぶ）に移行したが、2013年3月31日をもってすべての更新を終了した。それ以降、新雑誌『夢幻燈』（2013年3月23日創刊）にシリーズ連載を移行した。